# Khamās
Khamās (persiska: خماس, Khammās) är en ort i Iran.   Den ligger i provinsen Khuzestan, i den centrala delen av landet, 500 km sydväst om huvudstaden Teheran. Khamās ligger 34 meter över havet och antalet invånare är 326.
Terrängen runt Khamās är mycket platt. Runt Khamās är det ganska tätbefolkat, med 80 invånare per kvadratkilometer. Närmaste större samhälle är Zovīyeh-ye Do, 19,5 km sydost om Khamās. Trakten runt Khamās består till största delen av jordbruksmark.